# Blackburn Iris
El Blackburn Iris fue un hidrocanoa biplano trimotor británico de los años 20 del siglo xx. Aunque sólo se construyeron cinco Iris, fueron utilizados como aviones de reconocimiento marítimo de largo alcance por la Real Fuerza Aérea, donde equiparon a un escuadrón durante cuatro años, siendo usados para realizar una serie de vuelos notables de larga distancia. La versión final del Iris, el Mark IV, fue desarrollada en el avión que lo reemplazó en el servicio operativo, el Blackburn Perth. 

## Diseño y desarrollo
En 1924, el Ministerio del Aire británico emitió la Especificación R.14/24 solicitando un hidrocanoa de reconocimiento de largo alcance para la Real Fuerza Aérea. Para cubrir este requerimiento, Blackburn Aircraft propuso el R.B.1 (Reconnaissance Biplane 1, Biplano de Reconocimiento 1), diseñado por el comandante John Douglas Rennie, que, como Oficial Técnico Jefe trabajaba con John Cyril Porte en la Estación Experimental de Hidroaviones (Seaplane Experimental Station), en Felixstowe.
El R.B.1 era un biplano de tres vanos trimotor. Las alas de misma envergadura eran de construcción mixta de madera y metal, con alerones instalados en ambas alas superior e inferior y flotadores instalados bajo las puntas alares, mientras que el avión disponía de una gran cola biplana (con una envergadura de 9,14 m) con tres empenajes y timones. El casco del avión tenía una estructura de madera recubierta de contrachapado, con un fondo en V con dos escalones, para proporcionar un buen manejo en el agua. Se montaron tres motores V12 refrigerados por agua Rolls-Royce Condor III de 485 kW (650 hp), moviendo hélices de cuatro palas, en góndolas individuales entre las alas. Llevaba cinco tripulantes, con los dos pilotos sentándose lado a lado en una cabina por delante de las alas, con posiciones artilladas de morro y dorsal montando ametralladoras Lewis en anillos Scarff, con provisión para dos armas más que podían operarse desde troneras en el fuselaje trasero. Unos soportes para bombas bajo las alas podían llevar hasta 470 kg.
El prototipo del R.B.1, con la designación Iris I y con la matrícula N185, realizó su primer vuelo desde la fábrica de Blackburn en Brough el 19 de junio de 1926, siendo entregado al Establecimiento Experimental de Aviones Marítimos (Marine Aircraft Experimental Establishment) en Felixstowe el día siguiente, siendo probado completamente durante julio y agosto. Los cascos de madera eran propensos a absorber grandes cantidades de agua (que podían alcanzar varios cientos de libras de peso adicional) cuando se mantenían a flote largos periodos de tiempo, por lo que Rennie diseñó un casco totalmente metálico para el Iris, construido de duraluminio, antes de que el avión volase por primera vez. El N185 volvió a Brough en marzo de 1927, donde fue equipado con el nuevo casco metálico, junto con motores más potentes y una posición de artillero adicional en la cola, convirtiéndose en el Iris II.
El 12 de agosto de 1927, poco después de ser entregado de nuevo, el Iris II comenzó, junto con el prototipo del Short Singapore I, un Supermarine Southampton experimental de casco metálico y el prototipo del Saunders Valkyrie de casco de madera (un competidor directo del Iris), un recorrido de 4800 km por Escandinavia y el Báltico. El Iris se comportó bien en el viaje, comparado en particular con el Valkyrie, que sufrió una absorción de agua mucho mayor de la esperada, así como problemas de motor, y el Ministerio del Aire emitió la Especificación R.31/27 solicitando una versión mejorada del Iris, para actuar como complemento de largo alcance del más pequeño Southampton.

## Historia operacional
El 4 de febrero de 1928 se firmó un contrato por tres aviones Iris III, similares al Iris II, pero con alas metálicas recubiertas de tela. Mientras tanto, el Iris II continuó en uso, realizando otro crucero de larga distancia el 27 de septiembre, llevando a Sir Philip Sassoon, Subsecretario de Estado del Aire, y al Comodoro del Aire Sir Arthur Longmore en un recorrido por las Estaciones de la RAF del Mediterráneo y de Oriente Medio. Alcanzó Karachi el 14 de octubre, regresando finalmente a RAF Calshot el 14 de noviembre, habiendo volado una distancia total de 18 290 km, con un tiempo de vuelo de 125 h y 5 min.
El primer Iris III voló el 21 de noviembre de 1929, equipando los tres Iris III al No. 209 Squadron, que fue reactivado en RAF Mount Batten, Plymouth, en enero de 1930. El 209 Squadron continuó el patrón de vuelos de larga distancia llevados a cabo por el Iris II, visitando uno de los aviones Reikiavik en junio de 1930 para celebrar el milésimo aniversario del Alþingi (Parlamento) islandés, y otro realizando la primera travesía del Golfo de Vizcaya por un hidrocanoa cuando visitó Lisboa en agosto del mismo año.
El primer Iris III resultó destruido en un accidente fatal el 4 de febrero de 1931, muriendo nueve ocupantes de los doce de a bordo, cuando el piloto calculó mal la aproximación sobre la vítrea Bahía de Plymouth. Se ordenó un reemplazo. Aunque todavía era un Iris III, este avión poseía una serie de cambios, siendo equipado con una provisión para llevar un cañón COW de 37 mm en su proa. El peso del Iris había crecido considerablemente desde el Iris I, y se decidió reemplazar los Condor del Iris III por los más potentes motores Rolls-Royce Buzzard de 615 kW (825 hp) para restablecer las prestaciones y mejorar la fiabilidad, regresando al servicio los tres aviones remotorizados en 1932 como Iris V. El Iris II también fue remotorizado, siendo equipado con tres motores radiales Armstrong Siddeley Panther de 800 hp, con el central instalado en una configuración propulsora para convertirse en el Iris IV.
El Iris III S1263 del 209 Squadron, de Mount Batten, se hundió después de colisionar contra una rampa de astillero al aterrizar en la Bahía de Plymouth, el 12 de enero de 1933; de los nueve ocupantes, uno se ahogó y siete resultaron heridos.
Los Iris IV fueron reemplazados en el servicio operativo en 1934 por los Blackburn Perth, cuatro aviones propulsados por Buzzard basados estrechamente en el Iris. Uno de los Iris V fue modificado para ser usado como bancada del Napier Culverin, un motor diésel Junkers Jumo 204 fabricado bajo licencia, volando así por primera vez en junio de 1937 y continuando las pruebas de vuelo hasta abril de 1938.

## Variantes
R.B.1 (Iris I)
Prototipo, casco de madera y alas de construcción mixta, propulsado por tres motores Rolls-Royce Condor III de 485 kW (650 hp). Uno construido.
R.B.1A (Iris II)
El Iris I con un nuevo casco totalmente metálico y tres motores lineales Rolls-Royce Condor IIIA de 503 kW (675 hp).
R.B.1B (Iris III)
Hidrocanoa de reconocimiento marítimo de largo alcance de cinco asientos para la Real Fuerza Aérea. Casco y alas metálicos. Propulsado por tres motores lineales Rolls-Royce Condor IIIB de 503 kW (675 hp). Cuatro construidos.
R.B.1C (Iris IV)
Conversión del Iris II con tres motores radiales Armstrong Siddeley Leopard III de 600 kW (800 hp).
R.B.1D (Iris V)
Variante final. Tres Iris Mk III equipados con motores Rolls-Royce Buzzard IIMS de 615 kW (825 hp).

## Operadores
Reino Unido
- Real Fuerza Aérea

## Especificaciones (Iris III)
Referencia datos: Aircraft of the Royal Air Force 1918–57

### Características generales
- Tripulación: Cinco
- Longitud: 20,5 m (67,4 ft)
- Envergadura: 29,6 m (97 ft)
- Altura: 7,8 m (25,5 ft)
- Superficie alar: 228,6 m² (2460,7 ft²)
- Peso vacío: 8755 kg (19 296 lb)
- Peso máximo al despegue: 13 376 kg[22]
- Planta motriz: 3× motor lineal V12 refrigerado por agua Rolls-Royce Condor IIIB.
  - Potencia: 503 kW (693 HP; 684 CV) cada uno.
- Hélices: 1× de cuatro palas de paso fijo por motor.
- Capacidad de combustible: 4119 L en tres depósitos encima de cada motor[23]

### Rendimiento
- Velocidad máxima operativa (Vno): 190 km/h (118 MPH; 103 kt)
- Alcance: 4 h 54 min
- Techo de vuelo: 3200 m (10 499 ft) [22]
- Régimen de ascenso: 3,2 m/s (630 ft/min)
- Carga alar: 58 kg/m² (11,9 lb/ft²)
- Potencia/peso: 0,1149 kW/kg (0,0699 hp/lb)

### Armamento
- Ametralladoras: 

  - 3x Lewis de 7,7 mm, una montada delante y dos detrás en cabinas abiertas
- Bombas: Hasta 907 kg

## Aeronaves relacionadas

### Desarrollos relacionados
- Felixstowe Fury
- Blackburn Sydney[24]
- Blackburn Perth

### Aeronaves similares
- Saunders Valkyrie
- Short Sarafand

### Secuencias de designación
- Secuencia R.B._ (interna de Blackburn): R.B.1 - R.B.2 - R.B.3